# Ikat
Ikat (z malajštiny: mengikat = vázat, ovíjet) je pestrobarevná tkanina s neostrými konturami ve vzorování. Vzory vznikají tak, že vybrané části osnovních nebo útkových nití se před barvením ovinou nebo přikryjí, aby do skrytých míst nemohla vniknout barva.

## Výrobní postup
Výroba ikatové tkaniny je velmi pracná a náročná na odborné zkušenosti, zčásti je považována za umělecké řemeslo.
Ve všech stupních se jedná o ruční výrobu s celou řadou regionálních variant v technických detailech.
Všeobecně se rozeznávají tři druhy ikatu: osnovní, útkový a (úplný) ikat z obarvených osnovních i útkových nití.
Před barvením se svazuje několik nití do provazce a vybraná místa se ovinují např. stébly trávy nebo překrývají např. vrstvou vosku. Provazce se protahují nádobami (většinou) s několika barvami za sebou a navlékají do rámu k sušení.
Ke tkaní se používají (regionálně odlišné) různé pomůcky – od jednoduchých rámů (back strap loom) přes zvlášť upravené dřevěné stojany (viz snímek tanta) až po člunkové stavy.

## Historie
Nejstarší dochované zbytky ikatové tkaniny byly nalezeny v oblasti Blízkého východu v 10. století, nákresy ikatu v jedné indické jeskyni vznikly však už v 7. století. Původ techniky ikatu není jednoznačně dokázán, její používání se do dnešní doby rozšířilo od Japonska přes Asii a Afriku až do Jižní Ameriky. (V Evropě je známá výroba ikatu jen na Mallorce).
Rozsah výroby ikatu není ani regionálně ani celosvětově evidován.

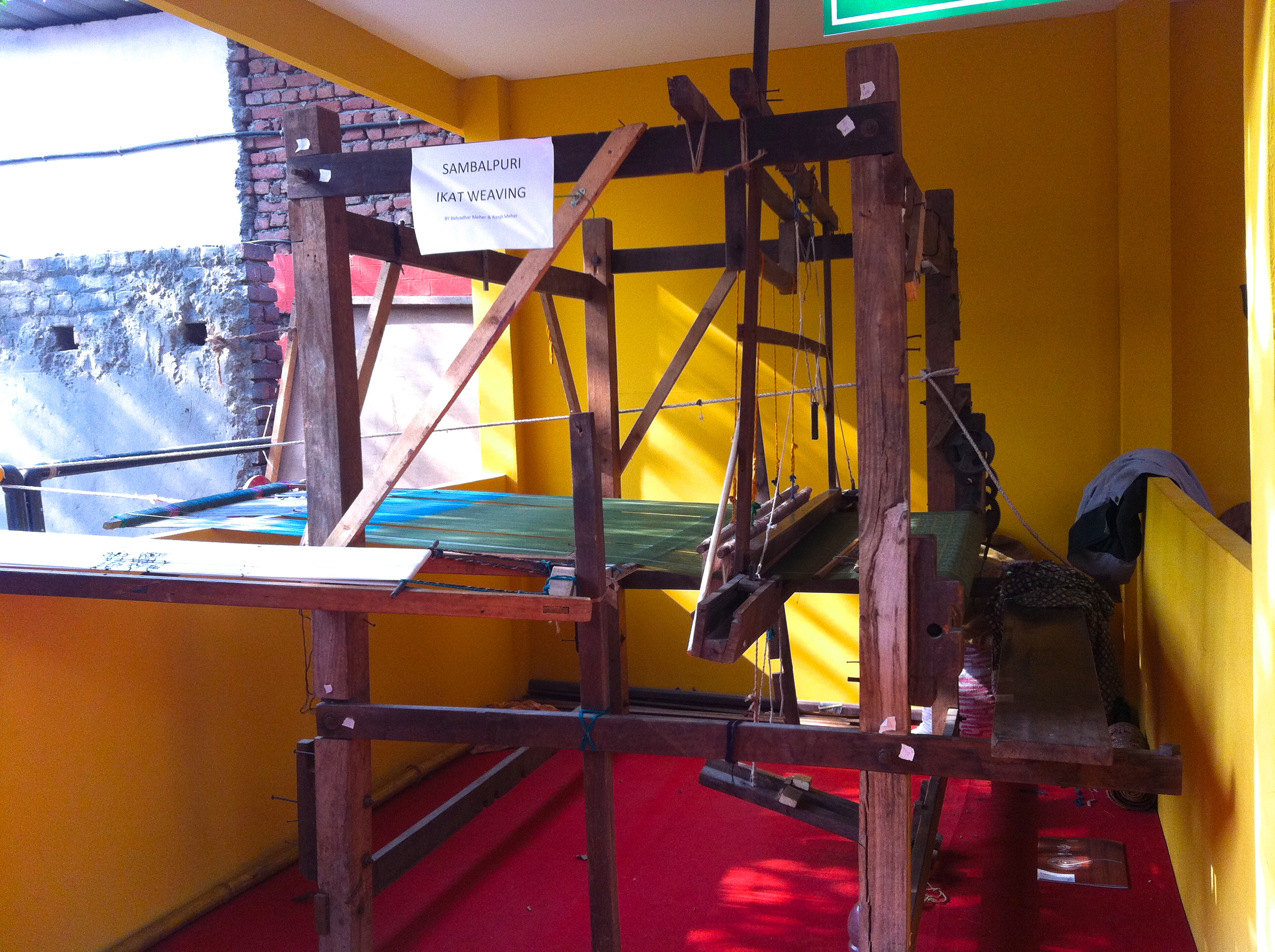
Tkalcovský stav (tanta) na úplný ikat (východní Indie)
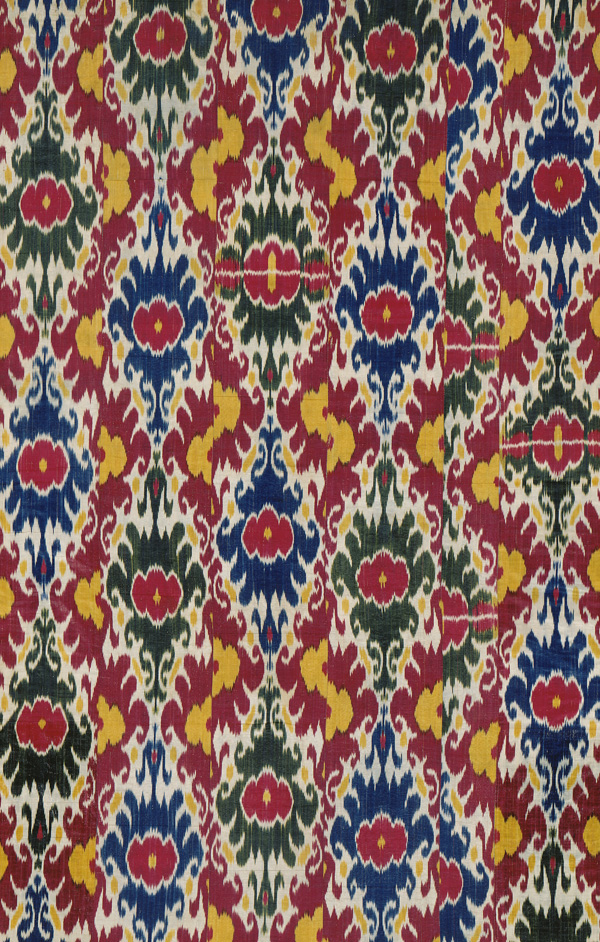
Ikat z obarvené hedvábné osnovy a režněbílého bavlněného útku
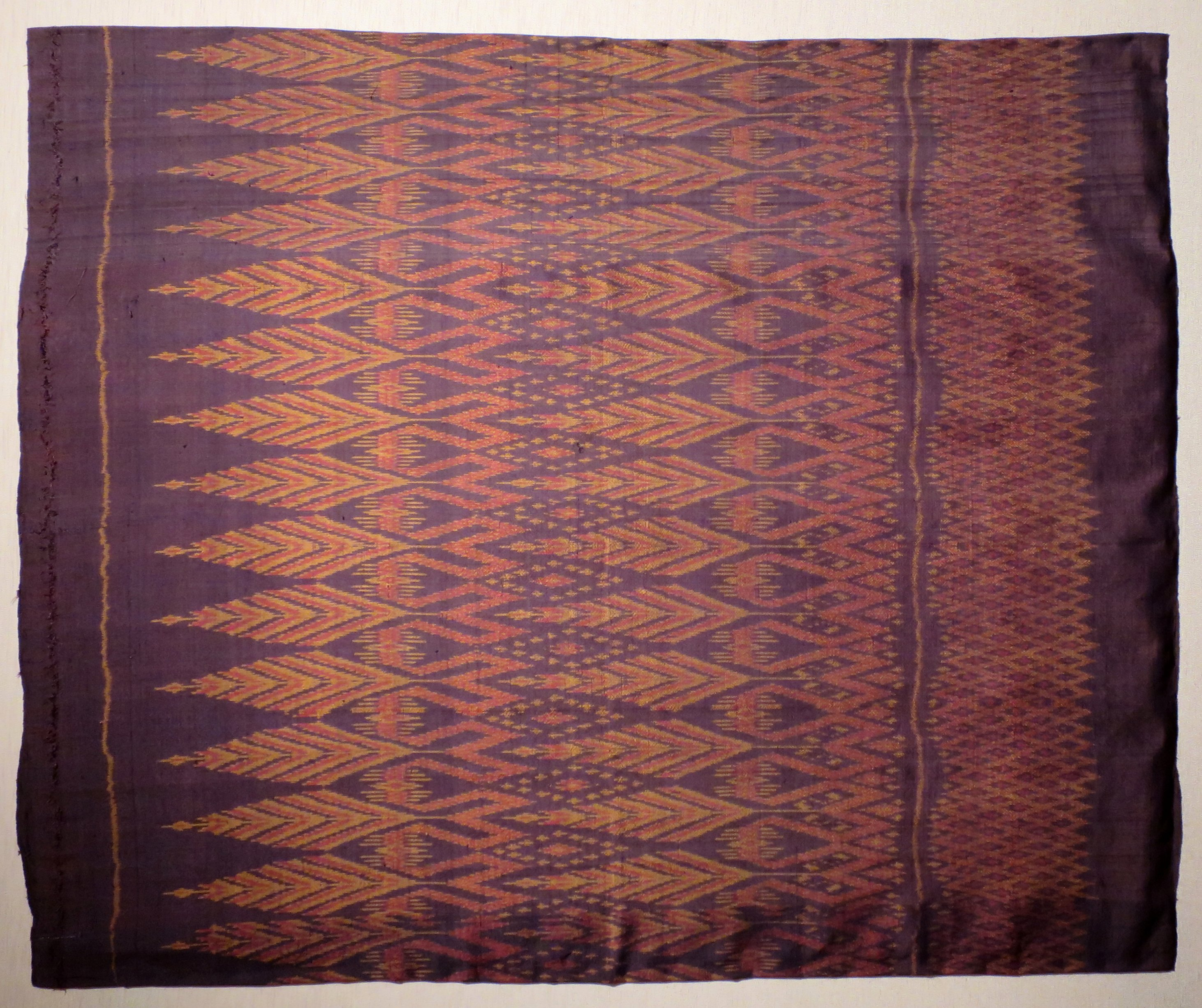
Thajský útkový ikat z roku 1940
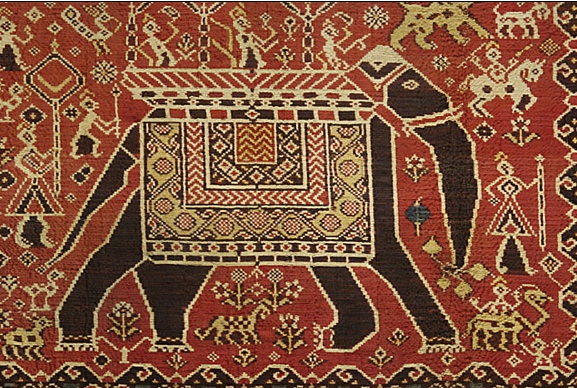
Hedvábný ikat z obarvených osnovních i útkových nití (západní Indie, začátek 19. století)